# DukeTime
DukeTime (ˈDuːkˈtaɪm) (англ., Duke [ˈduːk] — герцог; Time [ˈtaɪm] — время) (Дюк-Та́йм) — вокальный а-капельный септет.

## История
Группа создана в 2004 году в Одессе. В это же время начинается работа с продюсером и режиссёром А. Жегаловым.
В январе 2007 году группа проходит кастинг 1-го сезона телевизионного шоу «Минута Славы» на 1-м российском телеканале ОРТ, где доходит до финала и становится одним из шести финалистов шоу. В гала-концерте шоу группа DukeTime выступает с Татьяной Овсиенко.

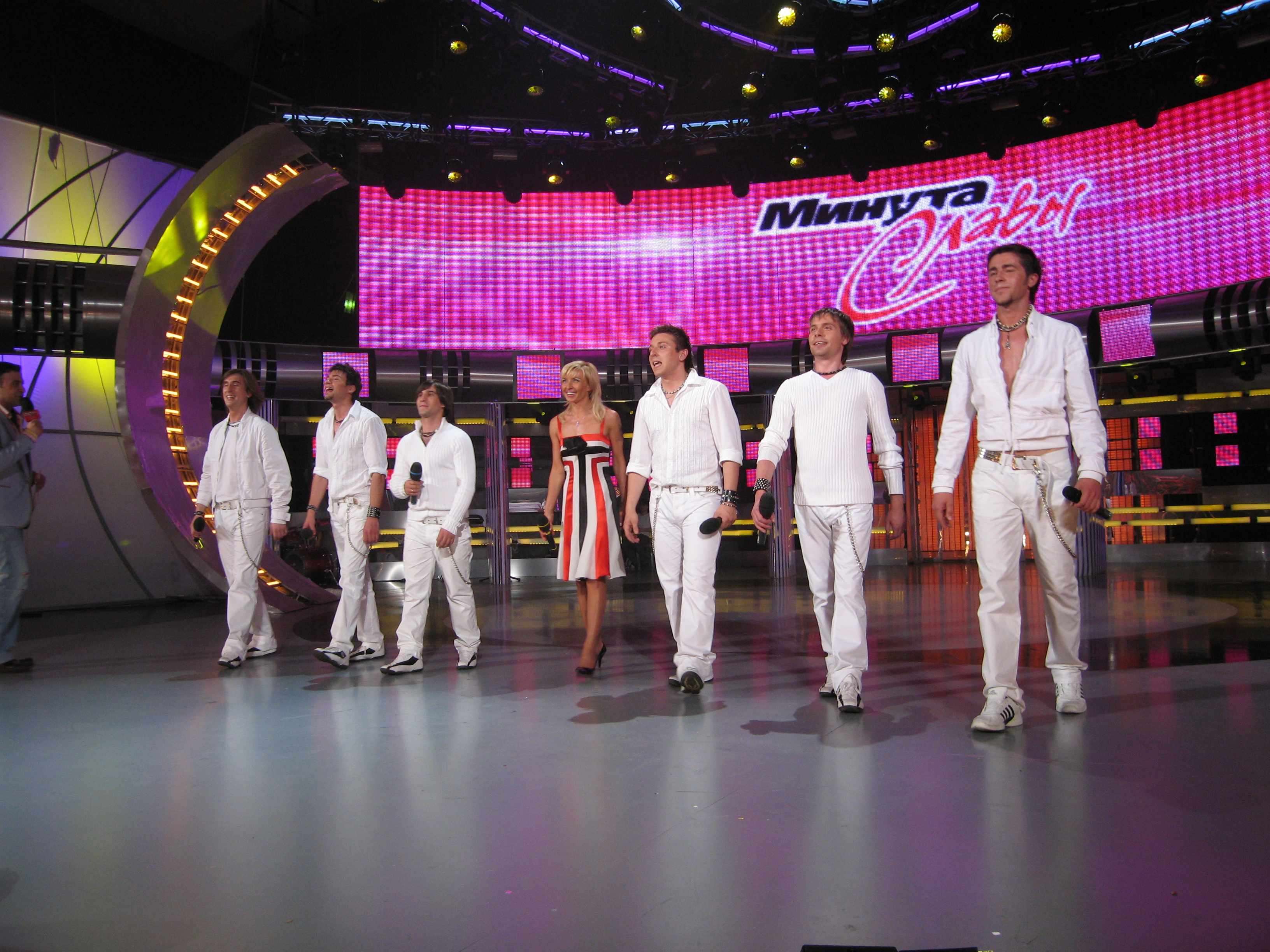
DukeTime и Татьяна Овсиенко

Сразу после приезда из Москвы начинается подготовка к первому сольному концерту, который проходит 29 июня 2007 года в Украинском музыкально-драматическом театре им. В. Василько. В августе того же года коллектив получает приглашение от известного российского писателя-сатирика Михаила Задорнова принять участие в его новой концертной программе. Начиная с октября по декабрь 2007 года и в марте 2008 года, группа гастролирует с Михаилом Задорновым.
В конце 2007 года, 15 декабря вокальный коллектив дает второй сольный концерт в зале Одесской государственной филармонии. А уже в марте следующего года организовывает первый выездной сольный концерт в г. Херсон в Херсонском областном академическом музыкально-драматическом театре им. Н. Кулиша.
В октябре 2008 группа участвует в сборных концертах «Дней Одессы» в г. Алматы в рамках проведения Года Украины в Казахстане и дает сольный концерт в Алматинском Дворце Студентов.
В ноябре 2008 года после непродолжительной и тяжелой болезни скончался А.Жегалов, — продюсер, музыкальный директор и наставник коллектива DukeTime .
В марте 2009 года группа принимает участие в популярном развлекательном юмористическом шоу «95 квартал». Через месяц коллектив проходит киевский, а спустя несколько дней, и московский отбор на вокальный конкурс «Новая волна 2009»,  (недоступная ссылка), . Тогда же коллектив выступает в политическом ток-шоу «Шустер-live».

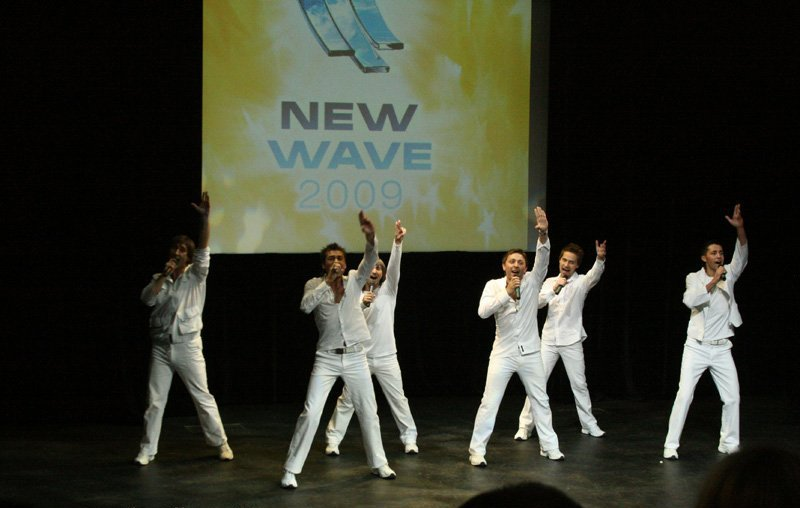
DukeTime на кастинге Новой Волны-2009

В мае 2010 года группа DukeTime выступает совместно с украинской рок-группой «Друга ріка» с песней «Фурия» в развлекательно-юмористическом проекте «95 квартала» «Пороблено в Україні»(Фото) (недоступная ссылка).

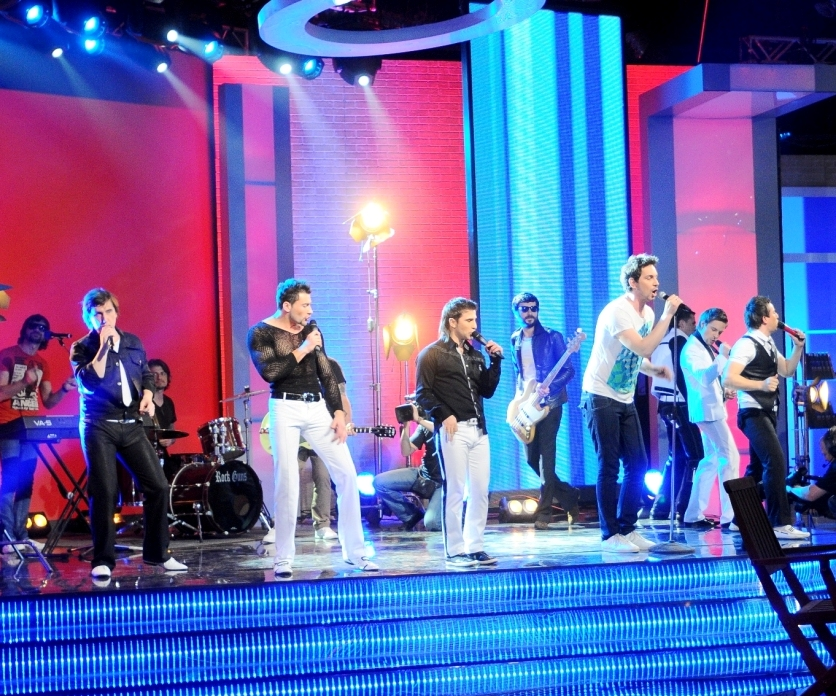
DukeTime и «Друга ріка» в «Пороблено в Україні»

Сентябрь 2010 года ознаменован съёмкой первого клипа группы. Музыкальным материалом для клипа послужила акапельная обработка украинской народной песни «Ти ж мене підманула» (по выражению участников группы: «украинской народной песни с английским акцентом»).
К ноябрю 2010 года группа готовит обновленную программу и проводит 19 ноября сольный концерт в Украинском музыкально-драматическом театре им. В. Василько. На следующий день группа принимает участие в съёмках телевизионной передачи «Что? Где? Когда?».
2011 год для группы стал гастрольным. В марте 2011 года группа снова порадовала своих поклонников сольный концертом, который прошёл в зале Еврейского культурного центра «Beit Grand» в Одессе. А спустя 2 месяца состоялся первый гастрольный тур группы DukeTime: Ялта — 5.05.11 ; Винница — 11.05.11 ; Полтава — 15.05.11; Черкассы — 17.05.11; Белгород-Днестровский — 19.05.11. 29 июля состоялся сольный концерт в Ялтинском театре им. Чехова.
9 августа группа поздравила номинантов ежегодной премии «Хрустальный микрофон», проходившей в Киеве в концерт-холле «Byblos».
В декабре состоялся второй гастрольный тур. Концерты группы прошли в Одессе (Одесский академический русский академический драматический театр им. А. Иванова, 2.12.11),  (недоступная ссылка), Николаеве (Николаевский Областной дворец культуры, 7.12.11), , , Херсоне (Херсонский областной академический музыкально-драматический театр им. Н. Кулиша, 8.12.11) (недоступная ссылка), Черкассах (Черкасский академический областной украинский музыкально-драматический театр им. Т. Г. Шевченко, 9.12.11), Измаиле (Городской дом культуры, 11.12.11).
22 июля 2011 года проходили съёмки второго клипа, снятого уже на авторскую песню группы «Little black dress» (авторы: Е. Чурилова, Г. Терехов, И. Царук, В. Кошельник, Г. Горяну, И. Адамов, Н. Карабаджак). Съёмки проходили в 80 км от Одессы, в с. Лиманское, а также на поле вблизи с. Кучурган. Презентация второго клипа прошла 29 февраля 2012 года в Киеве.
10 сентября 2012 года группа сняла следующий клип на авторскую песню «Нота». На этот раз съёмки проходили в залах дворца Нарышкиной (ныне Дворец моряков) на Приморском бульваре г. Одессы.
Третий гастрольный тур прошел в марте-апреле 2013 [15] (недоступная ссылка), [16]. Концерты прошли в Белгород-Днестровском, Измаиле [17], [18], Черноморске, Одессе, Виннице[19], [20], [21], Житомире [22], Полтаве [23], [24] и Херсоне
В ноябре 2013 группа провела четвёртый концертный тур, который прошел в городах Западной Украины: Червонограде, Луцке, Львове и Ровно.[25]
В ноябре 2015 в группу пришёл новый участник: битбоксер Дмитрий Смаглюк.

## Состав
- Иван Адамов — фальцет/ драматический баритон
- Владимир Кошельник — тенор-примо
- Николай Карабаджак — лирический тенор
- Григорий Терехов — лирический баритон
- Игорь Царук — лирико-драматический баритон
- Дмитрий Смаглюк — битбокс
- Гарик Горяну — бас-баритон

### Вышедшие участники
- Сергей Прутьян — лирический тенор
- Виталий Пришляк — лирический тенор/ фальцет
- Денис Дмитренко — лирический тенор

## Репертуар
Авторские песни, обработки классических и народных произведений, джазовых стандартов, мировых хитов рока и популярной музыки.

### Cover-версии

#### Народные
- Украинская народная песня — Їхали козаки
- Украинская народная песня — Іванку, ти Іванку
- Украинская народная песня — Світи, місяченьку
- Украинская народная песня — Ти ж мене підманула («с английским акцентом»)
- Русская народная песня — Ой, то не вечер
- Русская народная песня — Ой, ты Порушка, Пораня! (аранж. А. Жук)

#### Классические
- Джузеппе Верди — Песенка Герцога из оперы «Риголетто»
- Джоаккино Антонио Россини — Каватина Фигаро из оперы «Севильский цирюльник»
- Эдуардо ди Капуа, Джованни Капурро — ’O Sole Mio
- Чезаре Андреа Биксио — Неаполитанская песня «Mamma»

#### Зарубежные хиты
- Queen — Bohemian Rhapsody
- Bee Gees — How Deep Is Your Love
- Sam Coslow, Irving Taylor — Everybody Loves Somebody
- Bert Kaempfert, Milt Gabler — L.O.V.E.
- Pablo Beltrán Ruiz, Norman Gimbel — Sway
- Charles Fox/ Norman Gimbel — Killing Me Softly
- Diane Warren — I Don’t Want to Miss a Thing
- Extreme — More Than Words
- Take That — Shine
- Maroon 5 — This Love
- Muse — Uprising
- Adriano Celentano — Ja Tebia Liublu
- Peter Frampton — Baby, I Love Your Way
- Consuelo Velázquez Torres — Béssame mucho
- Robert Sharp, Jr./Teddy Powell — Unchain My Heart
- The Beatles — Let It Be/
- The Beatles — Hey Jude
- Michael Jackson — The Way You Make Me Feel
- Bobby McFerrin — Don’t Worry, Be Happy
- M.Wilsh, M.Deighan — Les Champs-Élysées

#### Новогодние
- Wham! — Last Christmas
- Джеймс Лорд Пьерпонт — Jingle Bells
- Л. Бекман — В лесу родилась ёлочка

#### Джазовые
- Animals… (джазовое попурри) (Д. Эллингтон — «Caravan», Г. Манчини — «Розовая пантера», Х.Хэнкок — «Chameleon»)
- F. Chopin — Prelude e-moll cover

#### Авторские
- Yosef Hadar — Erev Shel Shoshanim
- Еврейское попурри («Хава Нагила», «Балалайка», «Семь сорок»)
- Одесское попурри («У Чёрного моря», «Шаланды, полные кефали», «Моя Одесса (Пахнет морем…)», «Есть у нас в районе Молдаванки», «Ах, Одесса»)
- М. Табачников — Ты одессит, Мишка
- А. Эшпай — Ах, Одесса моя ненаглядная!
- И. Дунаевский, В. Лебедев-Кумач — Как много девушек хороших
- Р.Лагидзе — Тбилисо
- А.Пахмутова — Беловежская пуща
- М.Таривердиев — Со мною вот, что происходит (из к/ф «Ирония судьбы…»)
- М.Таривердиев — Песня о далёкой Родине
- Военное попурри («Эх, дороги», «Тёмная ночь», «В землянке», «Журавли», «Смуглянка», «День Победы»)
- А. Бабаджанян, Р. Рождественский — Королева красоты
- В. Верменич — Чорнобривці
- Н. П. Мозговой — Рідний край
- С. Трофимов — За тихой рекою

#### Современные авторские
- ВВ — Весна

#### Диско
- Spagetti-pop (Ricchi E Poveri, Albano & Romina Power, Toto Cutugno, Adriano Celentano)
- Попурри из хитов 80-х (ABBA, Boney M, Modern Talking, Europe)
- Dance hits of 90` (Reel 2 Reel, Dr. Alban, Ace Of Base, East 17, Haddaway, John Scatman, E-Type, Army Of Lovers)
- Попурри из песен группы ABBA («Super Trouper», «Dancing Queen», «SOS», «Gimme! Gimme! Gimme! (A Man After Midnight)», «Money, Money, Money», «I have a dream», «Thank you for the music», «The winner takes it all»)
- PSY — Gagnam style

### Авторские песни
- Кохання (автор Н. Карабаджак)
- Little black dress (авторы: Е. Чурилова, Г. Терехов, И. Царук, В. Кошельник, Г. Горяну, И. Адамов, Н. Карабаджак)
- Нота (автор К. Котинян)
- Лето (автор Н. Карабаджак)
- Слова (автор И. Царук)
- Одиночество (автор В. Кошельник)
- Облака (автор Н. Карабаджак)
- Любви цунами (автор И. Царук)
- Ты не плачь (авторы: Г. Терехов, И. Царук, В. Кошельник, Г. Горяну, И. Адамов, Н. Карабаджак)
- Дай мне повод (авторы: Г. Терехов, И. Царук, В. Кошельник, Г. Горяну, И. Адамов, Н. Карабаджак)
- Жизнь звезды (вокальная миниатюра, автор — Г. Терехов)

## Клипы
- Ти ж мене підманула (Sex bomb)
- Little black dress
- Кохання
- Нота

## Статьи о группе
1. Одесский акапелльный секстет DukeTime в рубрике «Свой Мастер»
2. Группа DukeTime презентует всем свою новую песню «Нота»
3. DUKETIME: Чем выше поднимаешься, тем больше мера ответственности…
4. DukeTime: Мы хотим дарить свою музыку всем!
5. (Фоторепортаж) «Дюк-Тайм» не нуждаются в женщинах, подчеркивая мужскую исключительность своего коллектива
6. (Фоторепортаж) «Дюк-Тайм» на концерте в Николаеве звонкими голосами «играли» за весь оркестр
7. (Фоторепортаж) Раздразнив николаевцев на джаз-фестивале, «Дюк-Тайм» приедет с концертом
8. «Дюк-Тайм» может стать брендом Одессы (недоступная ссылка)
9. На концерте участникам «Дюк-тайм» дарили четное количество цветов
10. [http://www.vn.mk.ua/print.php?type=1&id=13222 (недоступная+ссылка) «Дюктайм»: «Мы еще приедем в Николаев»]
11. Дюктайм — вони вже тут!
12. (Фоторепортаж) Дюк-Тайм в Виннице
13. (Фоторепортаж) В Ялте состоялся концерт группы «Дюк-Тайм» (недоступная ссылка)
14. [http://www.phl.ua/_site/src/session_detail.aspx?_id=44036&_int_segment=0 (недоступная+ссылка) (Фоторепортаж) Группа «Дюк-Тайм» провела пресс-конференцию в Ялте] (недоступная ссылка)
15. Вокальный коллектив «Дюк-Тайм»: самая лучшая публика в мире — это одесситы!
16. [http://www.reporter.com.ua/interviews/tt/ (недоступная+ссылка) «Дюк-тайм»: Одесса будет брендом, что бы с ней ни делали]
17. «Дюк-тайм» осталась без продюсера
18. [http://www.misto.odessa.ua/index.php?u=novosti/odessa/nom,16485 (недоступная+ссылка) Одесская группа «Дюк-Тайм» представит Украину на «Новой волне»]
19. Одесская группа «Дюк-Тайм» представит Украину на «Новой волне — 2009»
20. «Дюк-Тайм» на волне успеха!
21. Демократический диктатор Александр Жегалов и «Дюк — Тайм»
22. С мечтой покорить Европу